# Gehyra barea
Espèce
Statut de conservation UICN

 EN B1ab(i,ii,iii) : En danger
Gehyra barea est une espèce de geckos de la famille des Gekkonidae.

## Répartition
Cette espèce est endémique des îles Banda aux Moluques en Indonésie.

## Publication originale
- Kopstein, 1926 : Reptilien von den Molukken und den benachbarten Inseln. Zoologische Mededelingen, vol. 1, p. 71-112 (texte intégral).